# Cyrtopogon sansoni
Cyrtopogon sansoni är en tvåvingeart som beskrevs av Charles Howard Curran 1923. Cyrtopogon sansoni ingår i släktet Cyrtopogon och familjen rovflugor.
Artens utbredningsområde är Alberta. Inga underarter finns listade i Catalogue of Life.